# La Bruère-sur-Loir
 La Bruère-sur-Loir  es una población y comuna francesa, situada en la región de Países del Loira, departamento de Sarthe, en el distrito de La Flèche y cantón de Le Lude.

## Demografía
| 267 | 263 | 235 | 225 | 218 | 256 |
| Para los censos de 1962 a 1999 la población legal corresponde a la población sin duplicidades (Fuente: INSEE [Consultar]) |     |     |     |     |     |